# Skinpah
Skinpah (Skin, Skeen, Yampam) /Naziv po imenu sela, nije u nikakvoj vezi s engleskom riječi ‘skin’,/  pleme Shahaptian Indijanaca u području rijeke Columbia u Washingtonu blizu The Dallesa. Mooney (1928.) uključuje Skin Indijance u grupu pod generalnim imenom Tapanash. Svih skupa 1780. bilo ih je 2,200. Skini su imali 4 sela, to su bila: Ka'sawi, na Columbiji, nasuprot ušću Umatille. Selo Skin nalazilo se na ušću rijeke Deschutes. Uchi'chol, na sjevernoj obali Columbije u okrugu Klickitat. Waiya'mpam, kod Celila. Danas su njihovi potomci članovi konfederacije Yakama (Confederated Tribes and Bands of 
the Yakama Nation). Indijanci Eneeshur koje spominju Lewis i Clark možda su bili njihov ogranak .